# Суперкубок Харківської області з футболу
Суперкубок Харківської області з футболу — обласне змагання серед аматорських команд. Проводиться на регулярній основі з 2013 року під егідою Харківської обласної асоціації футболу. У фінальному матчі зустрічаються чемпіон і володар кубка Харківської області. Тричі переможцем турніру ставала команда «Колос» з Зачепилівки.
Матч за суперкубок зазвичай відбувається або восени, відразу після завершення розіграшів чемпіонату та кубка області відповідного сезону, або навесні наступного року (на початку наступного сезону).

## Регламент
Суперкубок Харківської області розігрується між чемпіоном та володарем кубка Харківської області попереднього сезону. У разі нічийного результату проходить серія пенальті, яка виявляє переможця. Клуб, який стає переможцем, отримує перехідний приз — суперкубок, яким володіє протягом року. Також, 30 осіб (футболісти й представники клубу) нагороджуються дипломами та пам'ятними призами.

## Історія
Уперше Суперкубок Харківської області було розіграно 1991 року. В ньому взяли участь чемпіон області-1991 куп'янський «Металург» і володар обласного кубка-1991 «Авангард» з Лозової. Основний час поєдинку не виявив переможця (1:1), а в серії післяматчевих пенальті влучнішими виявилися гравці «Авангарду» (4:3).
У листопаді 2012 року з ініціативою відновлення Суперкубка Харківської області виступив почесний президент клубу «Колос» із Зачепилівки Олег Гладких. Ця пропозиція була підтримана на звітно-виборній конференції Харківської обласної федерації футболу. Перший розіграш турніру мав відбудуться в кінці квітня 2013 року, напередодні початку чемпіонату Харківської області, між куп'янським «Локомотивом» і зачепилівським «Колосом». Наприкінці квітня 2013 року на прохання «Локомотива» матч був відкладений на невизначений термін і в результаті він так і не відбувся.

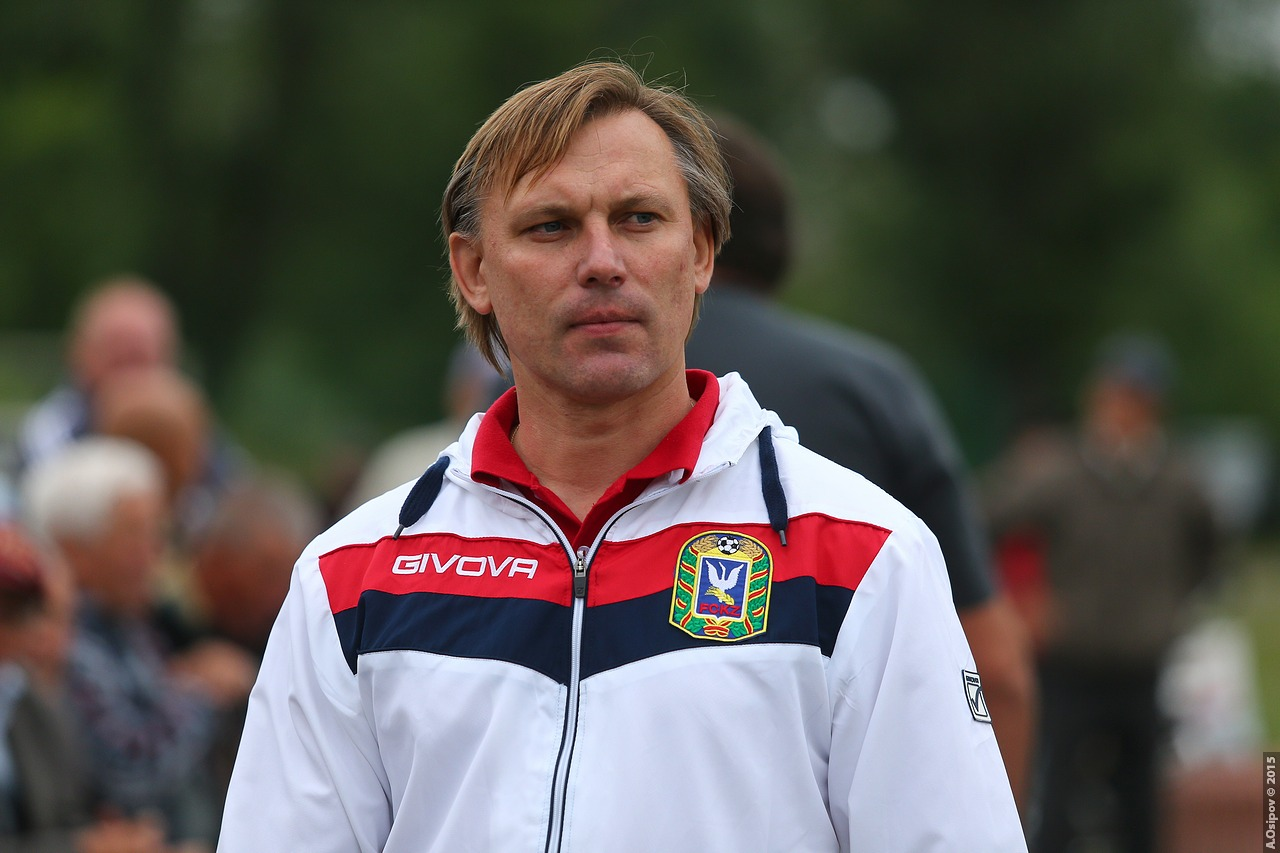
Сергій Соловйов двічі приводив «Колос» до перемоги в турнірі

Другий розіграш турніру все ж відбувся в листопаді 2013 року. Чемпіон області «Колос» зустрічався з переможцем Кубка — харківським клубом «Електроважмаш», поєдинок став останнім офіційним матчем у сезоні для команд. Матч пройшов на нейтральному стадіоні «Олімпієць» в Люботині. Основний і додатковий час матчу завершився з нічийним рахунком (2:2). Воротар «Колоса» Олександр Давидов в серії одинадцятиметрових зумів відбити 2 з 4 ударів, завдяки чому приніс перемогу команді по пенальті (3:1).
У квітні 2015 року знову була проведена гра на Суперкубок області між «Колосом» й «Електроважмашем». Основний час завершився нульовою нічиєю, після чого була пробита серія одинадцятиметрових ударів. Обидва тренери наприкінці гри провели заміну воротарів. Воротарем «Колоса» в серії пенальті знову став Давидов, який зумів відбити один удар. Сама ж серія одинадцятиметровий знову закінчилася перемогою колективу з Зачепилівки (4:2).
Суперкубок Харківщини в 2016 році обслуговував арбітр Прем'єр-ліги України Костянтин Труханов. У цьому поєдинку втретє в історії Суперкубка зустрілися «Колос» й «Електроважмаш». За «Колос» зіграло відразу сім новачків, і в підсумку, завдяки голам Холодкова й Акопяна, команда перемогла суперника (2:1).
На розіграші турніру в 2017 році також працював суддя з Прем'єр-ліги — Анатолій Абдула. У 2016 році переможцем Вищої ліги й кубка області став харківський «Соллі Плюс». Фіналіст кубка, команда «Статус» з Кегичівки, припинила існування і її місце в Суперкубку посів «Вовчанськ», який став другим у Першій лізі Харківщини. Гра завершилася перемогою «Соллі Плюс» з розгромним рахунком (3:0). Даний матч став останнім для харківської команди, оскільки наступного дня стало відомо, що вона знімається з розіграшу аматорського чемпіонату України.
У 2019 році за суперкубок змагались ФК «Вовчанськ» (чемпіон області поточного сезону) та харківський «Авангард» (володар кубка області). Спочатку було анонсовано, що матч відбудеться 23 листопада в Харкові на стадіоні «Сонячний», але через мінусову температуру гру було перенесено на поле зі штучним покриттям НТБ «Металіст» у смт Високий. Основний час поєдинку завершився з нічійним рахунком (2:2), а в серії післяматчевих пенальті більш успішними були футболісти «Авангарду» — 4:1.

## Тренери-переможці
Вказано рік проведення матчу, в дужках — сезон, за який грався Суперкубок.
- 2013 (2013) — Володимир Трубніков («Колос»)
- 2015 (2014) — Сергій Соловйов («Колос»)
- 2016 (2015) — Сергій Соловйов («Колос»)
- 2017 (2016) — Сергій Осадчий («Соллі Плюс»)
- 2018 (2018) — Андрій Березовчук («Вовчанськ»)
- 2019 (2019) — Роман Мельник («Авангард»)
- 2021 (2020) — Роман Мельник («Авангард»)

## Результати
| Сезон | Дата й місце проведення                                  | Переможець            | Рахунок            | Фіналіст                 |
| ----- | -------------------------------------------------------- | --------------------- | ------------------ | ------------------------ |
| 1991  | 1991                                                     | «Авангард» (Лозова)   | 1:1 (4:3 по пен.)  | «Металург» (Куп'янськ)   |
| 2013  | 9 листопада 2013 Люботин, стадіон «Олімпієць»            | «Колос» (Зачепилівка) | 2:2 (3:1 по пен.)  | «Електроважмаш» (Харків) |
| 2014  | 25 квітня 2015 Харків, стадіон «Динамо» 500 глядачів     | «Колос» (Зачепилівка) | 0:0 (4:2 по пен.)  | «Електроважмаш» (Харків) |
| 2015  | 4 травня 2016 Зачепилівка, стадіон «Колос»               | «Колос» (Зачепилівка) | 2:1                | «Електроважмаш» (Харків) |
| 2016  | 10 травня 2017 Харків, стадіон «Динамо» 300 глядачів     | «Соллі Плюс» (Харків) | 3:0                | «Вовчанськ»              |
| 2017  | Матч не проводився                                       | Матч не проводився    | Матч не проводився | Матч не проводився       |
| 2018  | 24 листопада 2018 Зміїв, стадіон «Авангард» 700 глядачів | «Вовчанськ»           | 4:2                | «Універ-Динамо» (Харків) |
| 2019  | 23 листопада 2019 Високий, НТБ «Металіст»                | «Авангард» (Харків)   | 2:2 (4:2 по пен.)  | «Вовчанськ»              |
| 2020  | 21 квітня 2021 Високий, НТБ «Металіст»                   | «Авангард» (Харків)   | 2:1                | «Універ-Динамо» (Харків) |